# Amotion
Amotion (bedre kendt som aMOTION) er en dvd-cd sæt af A Perfect Circle. Dvd'en indeholder musikvideoer af gruppens singler fra deres første to albums, og cd'en indeholder remixes af gruppens sange. Sættet blev udgivet 16. november 2004 kort tid efter albummet eMOTIVe.
| Musik | Spire Denne musikartikel er en spire som bør udbygges. Du er velkommen til at hjælpe Wikipedia ved at udvide den. |